# الجحلة (إب)

تعديل مصدري - تعديل

الجحلة هي إحدى قرى عزلة ميتم بمديرية إب التابعة لمحافظة إب، بلغ تعداد سكانها 872 نسمة حسب تعداد اليمن لعام 2004.